# Jófogás
A Jófogás Magyarország egyik vezető online apróhirdetési oldala, ahol bárki hirdethet regisztrációval, és egyes termékek esetén fizetés ellenében. Közel 1,5 millió hirdetés található az oldalon és nagyságrendileg 2 millió felhasználót, vagyis minden 3. internetezőt ér el havonta.
A Jófogást a Jófogás Kft. üzemelteti, ügyvezető igazgatója 2023.09.14-től Várkonyi Balázs.

## Története
A Jófogás.hu 2010 januárjában indult a magyar piacon, alapító-ügyvezetője Peresztegi Zoltán, a Google korábbi magyarországi vezetője volt. 2012. július 1-jétől Budai László vette át az oldal vezetését, ekkor az oldalon már közel 2 millió aktív apróhirdetés volt. 2012. november 8-án a Schibsted Hungary megvásárolta a LapCom Kft.-től a Használtautó.hu tulajdonrészének 50 százalékát, ezzel tovább erősítve magyarországi pozícióját. 2014 nyarától Palocsay Géza töltötte be a Jófogás ügyvezetői pozícióját. 2015 májusában az oldalt működtető norvég cég felvásárolta és beolvasztotta a rivális OLX.hu-t (korábban Apród.hu), és 2016 novemberében történt Használtautó és Jófogás összeolvadása. 2019 áprilisában szétvált a Schibsted és az Adevinta Media Group, és azóta Adevinta CMH Kft-ként folytatja működését a cég. 2022 márciusától Artsiom Rabtsevich vette át a médiavállalat irányítását.
A Jófogás.hu 2023.09.14-én új tulajdonoshoz került, miután az Adevinta Csoport korábban bejelentette az értékesítési szándékát. Az Adevinta CMH Kft. megvásárlása nyomán a Használtautó.hu és Jófogás piacterek az eddig is száz százalékban magyar magánszemélyek tulajdonában lévő ingatlan.com Zrt. cégcsoporton belül folytatták működésüket.
A tulajdonosváltás zárószakaszaként 2024. szeptember 1-től az Adevinta CMH Kft. megszűnt, és a Jófogás csapata immár Jófogás Kft-ként folytatja működését.  Ügyvezető igazgatója Várkonyi Balázs.
A Jófogás applikációja mind Androidon, mind iOS-es 2015-ben indult el.

## Nemzetközi háttér
Korábban a Jófogás.hu a norvég nemzetiségű Schibsted Media Group részét képezte, 2019-től 2023-ig az Adevinta Csoporthoz tartozott.

## Működése
Az oldalon a hirdetésfeladás általában ingyenes - kivéve a következő bekezdésben megjelölt kategóriákban -, és regisztrációhoz kötött. A felhasználók által feltöltött hirdetéseket manuálisan ellenőrzik és összevetik az oldal Működési szabályzatával. E metódussal próbálják szűrni az illegális tartalmakat az oldalról. Az oldalon régióra, illetve kategóriákra is lehet szűrni. Az oldal egyes szolgáltatásai térítés ellenében vehetők igénybe. Az oldalon továbbá lehetőség van csomagautomatás, illetve háztól-házig történő csomagküldésre. Az oldalon bizonyos szolgáltatások ingyenesen, más szolgáltatások ellenérték megfizetése mellett vehetők igénybe.
A Jófogáson az online piactér mellett állás, autó és ingatlan vertikálok is megtalálhatóak. A felhasználó Ingatlan hirdetés, Álláshirdetés, Üzlet-szolgáltatás hirdetés, Autó és Motor, robogó hirdetés kategóriákban valamint tűzifa hirdetés alkategóriában díjfizetés ellenében adhat fel magánhirdetést vagy vállalati hirdetést. 